# Mona Bollerud
Mona Bollerud (ur. w 1968) – norweska biathlonistka, dwukrotna medalistka mistrzostw świata.

## Kariera
W Pucharze Świata zadebiutowała w sezonie 1987/1988. W indywidualnych zawodach tego cyklu dwa razy stanęła na podium: 13 marca 1988 roku w Oslo zwyciężyła w sprincie, a 16 marca 1989 roku w Steinkjer była druga w biegu indywidualnym. W pierwszych zawodach wyprzedziła swoje rodaczki: Anne Elvebakk i Elin Kristiansen, a w drugich rozdzieliła na podium Martinę Stede z RFN i Elin Kristiansen. Najlepsze wyniki osiągnęła w sezonie 1988/1989, kiedy zajęła szóste miejsce w klasyfikacji generalnej i trzecie w klasyfikacji biegu indywidualnego.
W 1988 roku wystąpiła na mistrzostwach świata w Chamonix, gdzie zajęła 20. miejsce w biegu indywidualnym, piąte miejsce w sprincie, a razem z Elvebakk i Kristiansen zdobyła srebrny medal w sztafecie. Podczas rozgrywanych rok później mistrzostw świata w Feistritz była między innymi dziesiąta w biegu indywidualnym, a wspólnie z Elvebakk, Kristiansen i Synnøve Thoresen zajęła drugie miejsce w biegu drużynowym. Nigdy nie wystartowała na igrzyskach olimpijskich.

## Osiągnięcia

### Mistrzostwa świata
| Rok  | Miejscowość | Konkurencje | Konkurencje | Konkurencje | Konkurencje | Konkurencje | Konkurencje | Konkurencje |
| Rok  | Miejscowość | IN          | SP          | PU          | MS          | RL          | MR          | SR          |
| ---- | ----------- | ----------- | ----------- | ----------- | ----------- | ----------- | ----------- | ----------- |
| 1988 | Chamonix    | 20.         | 5.          | nd.         | nd.         | 2.          | nd.         | –           |
| 1989 | Feistritz   | 10.         | 23.         | nd.         | nd.         | –           | nd.         | –           |
| 1990 | Mińsk/Oslo  | 21.         | –           | nd.         | nd.         | –           | nd.         | –           |

### Puchar Świata

#### Miejsca w klasyfikacji generalnej
| Sezon     | Miejsce |
| --------- | ------- |
| 1987/1988 | 12.     |
| 1988/1989 | 6.      |
| 1989/1990 | 38.     |
| 1990/1991 | ?       |

#### Miejsca na podium chronologicznie
| Lp. | Dzień    | Rok  | Miejscowość | Konkurencja                | Lokata | Pudła   | Czas biegu | Strata | Zwycięzca     |
| --- | -------- | ---- | ----------- | -------------------------- | ------ | ------- | ---------- | ------ | ------------- |
| 1.  | 13 marca | 1988 | Oslo        | Sprint na 7,5 km           | 1.     | 0+1     | 18:42,4    | –      | –             |
| 2.  | 16 marca | 1989 | Steinkjer   | Bieg indywidualny na 15 km | 2.     | 0+0+0+2 | 54:07,0    | +8,0   | Martina Stede |